# Deutscher Hochschulring
Der Deutsche Hochschulring (DHR) – örtlich auch als Hochschulring Deutscher Art (HDA) bezeichnet – war eine interkorporative, d. h. verbindungsübergreifende Sammlungsbewegung „national“ und „völkisch“ gesinnter Studenten in der Weimarer Republik. Der DHR errang vor allem in der ersten Hälfte der 1920er Jahre großen Einfluss in den örtlichen Allgemeinen Studentenausschüssen (AStA) sowie in deren Dachverband Deutsche Studentenschaft (DSt). Er war an zahlreichen republikfeindlichen und antisemitischen Aktionen an deutschen Hochschulen während der 1920er Jahre (wie zum Beispiel gegen Theodor Lessing in Hannover) maßgeblich beteiligt und gilt als Wegbereiter der nationalsozialistischen Ideologie in der Studentenschaft. Mit dem Aufkommen des NS-Studentenbunds verlor der DHR jedoch an Bedeutung.

## Entwicklung
Der DHR entstand aus einer „Hochschulring-Bewegung“ zunächst an preußischen Hochschulen, dann an Hochschulen im übrigen Reich, die ihrerseits 1919 in einem Berliner „Hochschulring deutscher Art“ (HdA) ihren Ausgangspunkt hatte. Der HdA wiederum war eine Gründung der Deutschen Burschenschaft, des Kyffhäuserverbands der Vereine Deutscher Studenten (KVVDSt) und der Fichte-Hochschulgemeinde. Letztere griff die Begeisterung der Wandervogel-Bewegung für Johann Gottlieb Fichte auf, vor allem für dessen Reden an die deutsche Nation und die zentrale Rolle des Begriffes "Volk" darin.
Gegründet wurde der DHR am 22. Juli 1920 in Göttingen von 19 örtlichen Hochschulringen und Gruppen. Einige dieser Gruppierungen waren bereits 1918/19 als unmittelbare Reaktion auf die Novemberrevolution entstanden, so zum Beispiel der Studentische Bund zur Hebung des nationalen Gedankens in Göttingen, der Bund der Frontsoldaten in Leipzig oder die Fichte-Hochschulgemeinde in Berlin. Letztere war bereits im Juni 1919 dort öffentlich in Erscheinung getreten. Einige ihrer Mitglieder waren dabei, als am Tag nach der Annahme des Versailler Vertrags durch die Weimarer Nationalversammlung Studenten und Soldaten die im Artikel 245 vorgesehene Rückgabe der von deutschen Truppen im Krieg von 1870/71 erbeuteten französischen Fahnen an Frankreich verhinderten, indem sie diese aus dem Zeughaus raubten und vor dem benachbarten Reiterstandbild Friedrichs des Großen verbrannten.
Der DHR betrachtete sich selbst als „völkisches Gewissen“ der Studentenschaft und wollte „allen Deutschen ein Vorbild völkischer Einheit“ sein. In seinem Programm bekannte er sich zum „deutschen Volkstum“ und erstrebte die „deutsche Volksgemeinschaft“ „aus gemeinsamer Abstammung, Geschichte und Kultur“. Den „übertriebenen Parlamentarismus“ der Deutschen Studentenschaft (DSt) lehnte er ab. Als einziger Studentenverband wurde er nach dem Führerprinzip geleitet, und „mit dem Abgang der studentischen Kriegsteilnehmergeneration bestimmten die Radikalen vollends die politische Richtung“ (Anselm Faust). Nach dem Mord an Außenminister Walther Rathenau im Juni 1922, an dem ein Corpsstudent beteiligt war, wurden HdA-Gruppen des Hochschulrings zeitweise an einigen Hochschulorten (Breslau, Jena sowie im besetzten Rheinland) verboten.
1923 beteiligte sich der HdA München, dessen Vorsitzender „gute Verbindungen zu Hitler“ hatte, zusammen mit der SA-Studentenkompanie Rudolf Heß aktiv am Hitler-Ludendorff-Putsch. Die Deutsche Hochschul-Zeitung (DHZ) des DHR erschien am 10. November 1923 mit dem Hakenkreuz im Titel und mit einem Leitartikel von Ludendorff unter der Überschrift „Die völkische Bewegung“. Nach gescheitertem Putsch veröffentlichte sie Sympathieerklärungen mit den Putschisten, die auch von der Deutschen Burschenschaft und anderen Verbänden übernommen wurden. Der Schriftleiter der DHZ, Paul Frank, besuchte gemeinsam mit dem Reichsführer der Deutschvölkischen Studentenbewegung, Hans Lutz, am 25. April 1924 Adolf Hitler in Landsberger Haft. Zum Jahrestag des Putsches erschien eine Rechtfertigung von Alfred Rosenberg in der DHZ.
An vielen Hochschulen erfreute er sich bis in die zweite Hälfte der 1920er Jahre großer Beliebtheit und errang bei zahlreichen AStA-Wahlen große Stimmanteile und zum Teil absolute Mehrheiten. Dabei kam ihm zugute, dass er seit seiner Gründung von nahezu sämtlichen großen Korporationsverbänden – die zusammen rund zwei Drittel der organisierten Studenten umfassten – unterstützt wurde. Auch ein großer Teil der „vaterländisch und national gesinnten“ Freistudentenschaft engagierte sich in den örtlichen Hochschulringen. Eine „bestimmende Rolle“ aber spielte die Deutsche Burschenschaft. Lediglich die katholischen Verbindungen lehnten den DHR entweder von Anfang an ab (UV) oder zogen sich nach „wüsten Ausfällen seiner Mitglieder … gegen die katholischen Studentenverbände“ ab 1923 wieder aus ihm zurück (KV, CV).
Aufgrund seines dominierenden Einflusses in den lokalen Studentenausschüssen besaß der DHR zeitweise ein erhebliches Gewicht in der Deutschen Studentenschaft. Er profilierte sich dort vor allem durch seinen Einsatz für das sog. Arierprinzip, das jüdische und ausländische Studierende von der Mitgliedschaft ausschließen sollte. Der hierum entbrennende „Verfassungskonflikt“ führte letztlich 1927 zur Auflösung der verfassten Studentenschaften in Preußen, ohne dass der Einfluss der Radikalen damit eingedämmt werden konnte.
In der zweiten Hälfte der 1920er Jahre geriet der DHR in eine anhaltende Krise, die sich auch in sinkenden Wahlergebnissen niederschlug. Lokale HdA-Gruppen stellten die Mitarbeit ein. Der DHR stand nun unter dem Konkurrenzdruck des 1926 gegründeten NSDStB, „der ihm im ‚völkischen Lager‘ den Rang ablief.“ Der DHR verlegte sich nun verstärkt auf Ideologie- und Politikvermittlung und auf militärische Ausbildung, führte politische Schulungsveranstaltungen und Wehrübungslager durch.
1929 beteiligte sich der DHR im Rahmen eines studentischen „nationalen Widerstandsblocks“ am Volksentscheid gegen „Young-Plan und Kriegsschuldlüge“, der von DNVP, Stahlhelm, NSDAP und Deutschvölkischer Freiheitsbewegung getragen wurde. Der DHR schwankte zwischen DNVP und NSDAP. Die angestrebte Bildung einer „Arbeitsgemeinschaft mit dem NSDStB“ nach dem Wahlerfolg der Nationalsozialisten 1930 gelang nicht, nachdem mit dem korporativen Beitritt der Deutschen Wehrschaft zu der nationalsozialistischen Studentenorganisation dieser der angestrebte Einbruch in die schlagenden Verbindungen gelungen war.
Der DHR wurde schließlich vom NS-Studentenbund überflügelt und löste sich am 15. Juli 1933 freiwillig auf, da die Deutsche Studentenschaft seine Arbeit „in seinem Geiste des politischen Soldatenstudententums“ weiterführen würde und er mit der nationalsozialistischen Machtübernahme „seine politischen Ziele nun als erfüllt“ ansah.